# Rovci
Gryllotalpidae (rovci, mrmci ili vrlci; ne smiju se brkati s rovkama /Soricidae), porodica velikih kukaca ravnokrilaca (orthoptera), vrtni štetnik koji se hrani korijenjem mladih biljaka, ali i kao predator žičnjacima (ličinkama klisnjaka), grčicama (ličinke hrušteva), gusjenicama i gujavicama. Na rasadnicima uništava i smreku. Smeđe je boje i naraste do četiri ili pet centimetara.
Vole toplu i rahlu zemlju u kojoj provedu najveći dio života, pa je čest u vrtovima i rasadnicima. U lipnju i srpnju zbog parenja izlaze van na kraće razdaljine, a nakon što ženka bude oplođena polaže u zemlju 300 do 600 jaja. Ima jednogodišnji ciklus razvoja u kojemu larvalni stadij traje do pred kraj proljeća iduće godine, a odrasla jedinka živi dulje od pola godine.

## Sistematika
- Potporodica: Gryllotalpinae Fieber, 1852
- Rod: Archaeogryllotalpoides Martins-Neto, 1991 †
- Rod: Cratotetraspinus Martins-Neto, 1997 †
- Rod: Marchandia Perrichot, Neraudeau, Azar, Menier & A. Nel, 2002 †
- Rod: Palaeoscapteriscops Martins-Neto, 1991 †